# Elymus petrovii
Elymus petrovii är en gräsart som beskrevs av Nikolai Nikolaievich Tzvelev. Elymus petrovii ingår i släktet elmar, och familjen gräs. Inga underarter finns listade i Catalogue of Life.